# Озгюч, Тахсин
Тахсин Озгюч (тур. Tahsin Özgüç; 12 марта 1916, Кырджали, Третье Болгарское царство — 28 октября 2005, Анкара, Турция) — турецкий археолог.

## Биография
Родился в болгарском городе Кырджали в 1916 году, позднее переехал в Турцию. 
Получил образование на факультете филологии, истории и географии в Университете Анкары, который окончил в 1940 году. Был ассистентом в факультете по археологии с 1945 по 1946 год и преподавателем с 1946 по 1954 год. Занимал должность декана факультета в 1968–1969 годах. В период с 1969 по 1980 год был ректором того же университета. После выхода на пенсию в 1981 году в течение пяти лет был заместителем председателя Совета по высшему образованию Турции.
Скончался 28 октября 2005 года в Анкаре.

## Карьера
Внес большой вклад в анатолийскую археологию своими учениками, археологическими раскопками и более чем 100 опубликованными научными статьями и книгами. Читал лекции в качестве приглашенного профессора с 1962 по 1964 год в Институте перспективных исследований в Принстоне, в 1964 году в Саарском и с 1975 по 1976 год в Мюнхенском университете. Вместе со своего женой Нимет, также профессором археологии в Университете Анкары, сформировал замечательную команду, доминируя в турецкой полевой археологии и ее университетском преподавании. Озгюч занимался археологией в Кюльтепе (Кайсери), древнем Канеше, где занимаясь 57 лет непрерывными раскопками, находил сенсационные архитектурные артефакты и тексты, раскрывающие в необычайных подробностях первый исторический период Анатолии, охватывающий 2000–1700 гг. до нашей эры. Он также руководил раскопками в Карахёюк-Эльбистане, Хорозтепе (Токат), Алтынтепе (Эрзинджан), Машатхёюке, Казанкая и Кулулу.
Озгюч был членом нескольких научных учреждений, таких как Германский археологический институт, Британская академия, Американский археологический институт, Баварская академия наук, Лондонское общество антиквариев и Институт археологии в Турции.

## Награды
- Большой крест ордена «За заслуги» Федеративной Республики Германия (1978).
- Орден Восходящего солнца, Япония (1990).
- Орден Короны, Бельгия (1991).
- Премия Турецкого фонда публичности (1992).

## Почетные докторские степени
- Свободный университет Берлина, Германия
- Университет Людвига-Максимилиана в Мюнхене, Германия
- Университет Гента, Бельгия